# Cyclopogon laxiflorus
Cyclopogon laxiflorus là một loài thực vật có hoa trong họ Lan. Loài này được Ekman & Mansf. mô tả khoa học đầu tiên năm 1929.